# あんみつ館
あんみつ館（あんみつかん）は、徳島県美馬市にある株式会社河野メリクロンが運営している直営施設。

## 概要
- 1991年（平成03年）1月15日 - あんみつ館をオープン。
- 1996年（平成08年）11月1日 - あんみつ館「新館」をオープン。
- 2004年（平成16年） - 假屋崎省吾があんみつ館名誉館長に就任。
- 2022年（令和４年）新しいホームページを作成

一般の見学者を対象にしたシンビジウムのショールーム兼直売所である。シンビジウムの女王「あんみつ姫」やシンビジウムの王様「マリーローランサン」や「プリンセスマサコ」などの人気品種が甘い香りを漂わせている。

## 利用情報
- 休業日　年末年始　毎週水曜日
- 営業時間　AM8:30～PM5：00

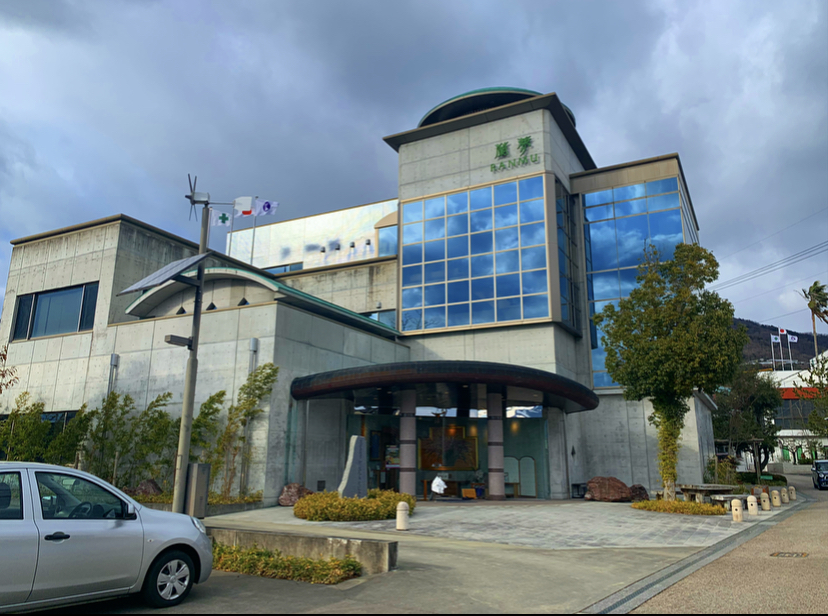
蘭夢美術館

- あんみつ館本館、新館、くつロ木ほんもの館：入館料無料
- お蘭見広場：入館料：一般300円、小中学生150円　※団体様は15名様以上2割引（240円）
- 蘭夢美術館・お蘭見広場共通入場券：一般500円、小中学生250円　※団体様は15名様以上2割引
- 無料駐車場（大型バス10台・乗用車100台）

## 交通
- うだつの町並みより車で5分
（美馬市役所脇町庁舎を北へ100m。大谷橋を右折、その後案内看板有り）
- 徳島自動車道脇町インターチェンジより車で3分
（脇町インターで降り出口を左折130m進み最初の信号を左折。その後案内看板有り）
- JR徳島駅、高松駅から車で約1時間（約40km）
- 徳島空港から徳島自動車道使用。車で約1時間
- 高松空港から車で約40分
- JR徳島線穴吹駅下車（約1時間）

## メディア
- 【隠れた世界企業】和製の洋ランで中国を彩る　2009/9/23 日経ビジネスonline
- 見上げるコチョウラン　美馬・あんみつ館 2010/5/7 ４７news
- あんみつ姫の大手まり？　洋ランのスーパーボール　徳島 2013/4/28 朝日新聞デジタル
- 緑のコチョウラン展示　美馬のあんみつ館 2013/9/5 徳島新聞Web

## 周辺情報
- うだつの町並み（脇町南町）
- 吉田家住宅 (徳島県美馬市)
- デ・レイケ公園